# Вооружённые силы Монголии
Вооружённые силы Монголии (монг. Монгол Улсын Зэвсэгт Хүчин) были созданы на базе Монгольской народной армии (начальник штаба и главнокомандующий — Д. Сухэ-Батор) после победы Монгольской народной революции в 1921 году.

## История
Основой регулярной монгольской армии стали партизанские отряды, руководимые Монгольской народно-революционной партией.
Летом 1919 года в связи с проникновением на монгольскую территорию подразделений русских белогвардейцев из района Урги на западные окраины Монголии был переброшен конный отряд, которым командовал Хатан-Батар Максаржав. Отряд действовал в районах Хим, Хэмчиг, Туж и Танну, Чонгук. В районе Хэмчига монгольский отряд обнаружил отряд белоказаков и атаковал их в тот момент, когда они напали на подразделение РККА. После окончания боя, красноармейцы подарили командиру отряда тачанку (которая стала первой пулемётной тачанкой, поступившей на вооружение монгольских отрядов).
Решение о создании армии было принято 9 февраля 1921 года.
13 марта 1921 из партизанских отрядов были сформированы четыре конных полка (которые возглавили Б. Пунцаг, Б. Цэрэндорж, Хас-Батор и Базарсад), 16 марта 1921 было принято решение о переходе в наступление.
17—18 марта 1921 года монгольская армия осуществила первую боевую операцию — около 400 партизан атаковали Кяхту и разгромили гарнизон в Алтан-Булаке, после чего успешно преследовали противника до Барун-хара (Западной реки).
10 апреля 1921 года ЦК МНП и Временное правительство МНР обратились к СНК РСФСР с просьбой о оказании помощи против подразделений белых армий, действовавших на территории Монголии.
В конце мая 1921 года главный штаб МНРА находился в городе Кяхтинский Маймачен, здесь же проходило создание и переформирование отрядов МНРА (в это время основным источником оружия МНРА являлись трофеи, поэтому на вооружении отрядов имелось оружие самых различных систем, при переформировании отряды старались по возможности перевооружать однотипным оружием).
6 июня 1921 союзный Унгерну монгольский конный отряд Баир-Гуна попытался внезапно атаковать Маймачен, отряды МНРА и группа советских военных специалистов (которыми командовал Х. Б. Кануков) отбили атаку, нападавшие оставили 40 человек убитыми и ранеными и отступили, Баир-Гун был взят в плен.
22 июля 1921 года крупный монгольский отряд, которым командовал Хатан-Батор Максаржав, разгромил отряд белоэмигрантов из армии Унгерна в городе Улясутай.
В дальнейшем, монгольские войска совместно с Красной Армией и Народно-революционной армией Дальневосточной республики участвовали в боях на территории Монголии с китайскими милитаристами и Азиатской дивизией Р. фон Унгерна-Штернберга.
В августе 1921 военные специалисты пятой Народно-революционной армии разработали проект организации военной системы на базе советского военного опыта. В его основе содержался принцип территориальности при военных призывах и формирования постоянной кадровой армии.
Одновременно с созданием армии на основе системы конно-почтовых станций (существовавшей ещё до революции 1911 года, но к 1921 году сохранившейся лишь частично) была создана система военного снабжения: станции («уртоны») создавались на расстоянии 25-30 км, имели источник воды, возобновляемые запасы провианта, топлива и запасных лошадей.
В декабре 1921 года монгольский отряд, которым командовал Хатан-Батар Максаржав, окружил и принудил сложить оружие действовавший на монгольской территории отряд белогвардейцев, которым командовал полковник Хоботов.
Начальниками Генштаба в течение первых двух лет были советские военные специалисты: Лятте (март-апрель 1921), П. И. Литвинцев (апрель-сентябрь 1921), В. А. Хува (сентябрь 1921 — сентябрь 1922), С. И. Попов (1922—1923).
В июне 1923 года в Монголию была отправлена первая группа советских военных советников — 12 человек (Д. И. Косич, В. И. Дмитренко, Л. Я. Вайнер, А. О. Петров, Н. М. Главацкий, Н. С. Соркин, А. С. Орлов, Белоглазов, Бойко, Петровский и Шамин), которая оставалась в МНР до 1925 года.
Летом-осенью 1923 года основой монгольской армии были кавалерийские части. Рядовые цирики были одеты в тёмно-синие хлопчатобумажные халаты «дэли», мягкие сапоги «гутулы» и были вооружены карабинами, саблями и пиками. Командиры носили шёлковые халаты пёстрых расцветок, островерхие шапки и были вооружены пистолетами и револьверами различных систем. До приезда советской военной миссии в кавалерийских частях не было постоянного конского состава — каждая часть имела в 2-3 раза больше лошадей, чем требовалось по уставу, которые были собраны в табуны. Таким образом, бойцы и командиры не имели постоянных лошадей, что исключало возможность боевой подготовки и обучения конского состава. Артиллерия монгольской армии состояла из 76-мм русских орудий образца 1900 года и 75-мм японских орудий. Кроме того, в наличие было одно трофейное 75-мм орудие французского производства, но использовать его не представлялось возможным (и после создания военного музея его передали в музей).
По инициативе советской военной миссии в МНР были созданы первые промышленные предприятия по производству продукции военного назначения (сначала шорные мастерские в Урге, где было начато изготовление русского казачьего седла, заменившего ранее употреблявшиеся традиционные монгольские деревянные сёдла, затем обувные и швейные мастерские). Вслед за этим в монгольской армии была введена единая униформа по образцу РККА — брюки и гимнастёрки защитного цвета, серые шинели и сапоги.
В сентябре 1923 года на окраине Урги (в бывшем здании акционерного общества «Монголор») были открыты первые в МНР кавалерийское и артиллерийское училище.
С 1924 года для военнослужащих началось издание газеты «Ардын цэрэг».
В 1925 году монгольские военнослужащие отказались от ношения косы (ранее традиционно считавшейся необходимым элементом облика монгольского воина).
16 октября 1925 в Монголии был принят закон о всеобщей воинской обязанности, с 1926 года началось создание временных отрядов народного ополчения, в которых проходили начальное военное обучение военнообязанные.
До 1926 года в штатах частей сохранялись знахари «лама-эмчи», в дальнейшем началось их замещение медицинскими работниками.
В середине 1920-х годов МНР участвовала в оказании военной помощи китайским войскам Фэн Юй-сяна. Монгольские военнослужащие участвовали в доставке советского оружия из Верхнеудинска в Калган, монгольское правительство бесплатно передало ему партию боеприпасов, в военных училищах МНР прошли обучение несколько десятков прибывших из Китая курсантов-баргутов.
В 1929 году был создан Совет национальной обороны.
В начале 1930 года СССР передал МНР первые бронемашины — шесть БА-27 и несколько броневиков «фиат» и «остин», позднее были переданы ещё два БА-27. С сентября 1930 года для военнослужащих началось издание газеты «Улаан од».
В 1932 году из СССР в МНР прибыла группа военных специалистов и пограничников, которые оказали помощь в создании пограничных войск МНР (первые пограничные части МНР были созданы из подразделений 2-го кавалерийского корпуса МНР и начали функционировать в 1933 году).
В 1932—1935 гг. японо-маньчжурские войска неоднократно провоцировали вооружённые конфликты в приграничной полосе (в ходе боевых действий по защите границы МНР, несколько десятков монгольских солдат и командиров были награждены орденами и медалями, а двое — лётчик Д. Дэмбэрэл и мл. командир Ш. Гонгор — стали Героями МНР). Одним из самых серьёзных инцидентов в этот период времени стал захват японскими войсками монгольского пограничного поста в районе Халхин-сумэ с прилегающими к нему территориями.
В 1934 году военные расходы МНР составляли 34,7 % государственного бюджета. С мая 1935 по март 1936 года японские войска ещё несколько раз совершали вторжение на территорию МНР в местностях Булан-дэрс, Агат-Дулан и других местах, в связи с нарастанием военной опасности правительство МНР приняло решение увеличить военные расходы. В этот период времени произошло увеличение численности и повышение боеспособности монгольской армии, были созданы технические подразделения в кавалерийских частях, а также первые авиационные и бронетанковые части.
27 ноября 1934 года СССР и МНР заключили соглашение о взаимной поддержке.
В январе 1936 года обстановка на границе МНР и Маньчжоу-го осложнилась, в следующие месяцы имели место случаи вторжения японских самолётов в воздушное пространство МНР и обстрелы пограничных нарядов и пограничных застав МНР с территории Маньчжоу-го. Кроме того, в период с 16 января до 11 мая 1936 года в районах Хайласт Гол, Нурын-Обо и Баян-Обо пересечь границу и проникнуть на территорию МНР более 20 раз пытались диверсионные группы.
12 марта 1936 года между СССР и МНР был подписан Протокол о взаимопомощи.
В этот же день, 12 марта 1936 года имело место первое боевое применение бронетехники монгольской армии: взвод бронеавтомобилей, которым командовал старший лейтенант Сретэр, догнал и атаковал японо-маньчжурский отряд, совершивший атаку на монгольскую пограничную заставу Булун-Дерсу. Появление монгольских бронемашин стало полной неожиданностью для японо-маньчжур, они немедленно начали отступление к границе на четырёх грузовиках, отстреливаясь из винтовок. Не обращая внимания на винтовочный огонь противника, монгольские бронемашины пошли на сближение и открыли огонь из пулемётов по грузовикам, в результате два грузовика с пехотой были расстреляны, имелись потери и в двух других грузовиках, которые успели пересечь границу (позднее, на маршруте преследования были найдены выброшенные винтовки и труп убитого офицера, который вывалился из кузова ускользнувшего грузовика). После этого, до конца 1936 года СССР передал МНР 35 бронемашин БА-6 и 15 бронеавтомобилей ФАИ.
В 1939 году Монгольской Народно-революционная армия совместно с бойцами Красной армии участвовала в отражении японской агрессии против Монголии в ходе пограничной войны в районе реки Халхин-Гол. Потери МНРА в ходе этих событий составили 165 человек убитыми и 401 ранеными (по оценкам монгольского историка Ганболда общая сумма потерь составила 895 чел.).
В феврале 1942 года было создано народное ополчение МНР (конные отряды, формирование которых проходило по территориальному принципу).
В 1943 году в МНРА был упразднён институт военных комиссаров, которых заменили заместители офицеров по партийно-политической работе.
В октябре 1943 года была открыта офицерская школа имени Сухэ-Батора. Подготовка командных кадров монгольской армии проходила с учётом опыта советских войск, полученного в ходе Великой Отечественной войны.
В 1944 году был принят новый закон о всеобщей военной обязанности, введены звания генералов и офицеров.
10 августа 1945 года правительство МНР в соответствии с советско-монгольским соглашением о взаимопомощи 1936 года объявило войну Японии.
В 1945 году в Маньчжурской стратегической наступательной операции (9 августа — 2 сентября 1945) по разгрому Квантунской армии Японии участвовали четыре кавалерийские дивизии (5-я, 6-я, 7-я, 8-я кавалерийские дивизии), 7-я мотобронебригада, 3-й артиллерийский полк, один танковый полк, один полк связи и некоторые другие подразделения вооружённых сил МНР. Кроме того, в войне с Японией принимали участие отдельные подразделения пограничников МНР и формирования народного ополчения МНР. Основная часть монгольских войск участвовала в боевых действиях в составе конно-механизированной группы советско-монгольских войск под командованием ген.-полк. И. А. Плиева, подразделения народного ополчения МНР находились во втором эшелоне и обеспечивали охрану объектов и коммуникаций в тылу наступавших советско-монгольских войск.
В конце 1945 года вооружённая банда дезертиров из армии гоминьдана пересекла границу МНР у горы Мерген и вышла в Булганский сомон, захватив караван снабжения монгольской погранзаставы — при этом, один монгольский пограничник был убит и ещё один — тяжело ранен (раненого ударили штыком через полушубок и оставили умирать, поскольку нарушители спешили быстрее уйти от места перестрелки). Нападавшие двинулись к одному из приграничных селений, но банда была окружена и уничтожена поднятыми по тревоге армейскими подразделениями и пограничниками МНР.
27 февраля 1946 года СССР и МНР заключили новый договор о дружбе и взаимопомощи.
8 июля 1948 года отряд армии гоминьдана численностью 136 человек пересёк китайско-монгольскую границу, вступивший в бой с нарушителями границы пограничный наряд МНР был уничтожен, в преследовании нападавших участвовали поднятые по тревоге армейские подразделения и пограничники МНР. Три погибших пограничника МНР стали Героями МНР (посмертно) и были навечно внесены в списки личного состава погранзаставы.
27 февраля 1951 года МНР был принят закон о защите мира, который установил наказание в виде тюремного заключения за пропаганду войны.
31 мая 1960 года КНР и МНР заключили договор о дружбе и взаимопомощи.
15 января 1966 года СССР и МНР заключили новый Договор о дружбе, сотрудничестве и взаимной помощи.
В сентябре 2015 года Президент Монголии объявил о статусе постоянного нейтралитета Монголии с трибуны ГА ООН[уточнить].

## Современное состояние
Военный бюджет Монголии в 2020 году составлял 103 млн долларов США (1.1 процент от ВВП). По состоянию на начало 2022 года, общая численность вооружённых сил составляла 9,7 тыс. человек, ещё 7,2 тыс. служили в составе других военизированных формирований (6 тыс. - в пограничных войсках и 1,2 тыс. - во внутренних войсках). Кадровый резерв - 137 000 человек. Мобилизационные ресурсы — 819 тыс. человек (в том числе, годных к военной службе - 530,6 тыс. человек). Комплектование осуществляется по призыву, срок службы составляет 12 месяцев. Призываются мужчины в возрасте c 18 до 25 лет. Отсрочка от военной службы предоставляется студентам, молодым и многодетным отцам. Начальник генштаба вооружённых сил Монголии генерал-лейтенант Довчинсүрэнгийн Ганзориг (с 2019 года).
В Монголии официально существует право откупа от призыва на военную службу. Для освобождения от воинской службы призывник может уплатить установленную государством сумму: в 2009 году — 2,3 млн тугриков (порядка 1600 долларов США).

### Сухопутные войска
Численность 8,9 тыс. чел., 6 полков (укомплектованы не полностью), артиллерийский полк, танковые формирования, два легких пехотных батальона быстрого реагирования (один на стадии формирования), воздушно-десантный батальон.
| Тип                               | Производство | Назначение | Количество    | Примечания       |       |
| Танки                             | Танки        | Танки | Танки         | Танки            | Танки |
| --------------------------------- | ------------ | --- | ------------- | ---------------- | ----- |
| Т-72А                             | СССР         | Основной боевой танк                                                                                              | 100           |                  |       |
| Т-54/Т-55/Т-62                    | СССР         | Средний танк | 370           |                  |       |
| Боевые машины пехоты              |              | |               |                  |       |
| БМП-1                             | СССР         | Боевая машина пехоты                                                                                              | 310           |                  |       |
| Бронеразведывательные машины      |              | |               |                  |       |
| БРДМ-2                            | СССР         | Боевая разведывательная машина                                                                                    | 120           |                  |       |
| Бронетранспортёры                 |              | |               |                  |       |
| БТР-80                            | Россия       | Бронетранспортёр                                                                                                  | 20            |                  |       |
| БТР-70М                           | СССР         | Бронетранспортёр                                                                                                  | 50            |                  |       |
| БТР-60                            | СССР         | Бронетранспортёр                                                                                                  | 150           |                  |       |
| Противотанковое вооружение        |              | |               |                  |       |
| Д-44 Д-48 БС-3 МТ-12              | СССР         | 85-мм противотанковая пушка 85-мм противотанковая пушка 100-мм противотанковая пушка 100-мм противотанковая пушка | 200           |                  |       |
| РПГ-7                             | СССР         | Ручной противотанковый гранатомёт                                                                                 | [ 37 ]        |                  |       |
| СПГ-9                             | СССР         | 73-мм противотанковый гранатомёт                                                                                  | [ 38 ]        |                  |       |
| Реактивные системы залпового огня |              | |               |                  |       |
| БМ-21 Град                        | СССР         | 122-мм РСЗО | 130           |                  |       |
| Артиллерийские системы            |              | |               |                  |       |
| М-30 Д-30 М-46 МЛ-20              | СССР         | 122-мм гаубица 122-мм гаубица 130-мм пушка 152-мм гаубица-пушка                                                   | 300           |                  |       |
| БМ-43 ПМ-43 М-160                 | СССР         | 82-мм миномёт 120-мм миномёт 160-мм миномёт                                                                       | 140           |                  |       |
| Стрелковое оружие                 |              | |               |                  |       |
| ПМ                                | СССР         | Пистолет | [ 37 ]        |                  |       |
| ПСМ                               | СССР         | Пистолет | [ 37 ]        |                  |       |
| ТТ                                | СССР         | Пистолет | [ 37 ]        |                  |       |
| ПП-93                             | Россия       | Пистолет-пулемёт                                                                                                  | [ 39 ] [ 40 ] | Только у сил СпН |       |
| МП-5                              | Германия     | Пистолет-Пулемёт                                                                                                  | [ 37 ]        |                  |       |
| АКМ                               | СССР         | Автомат | [ 37 ]        |                  |       |
| АКМС                              | СССР         | Автомат | [ 37 ]        |                  |       |
| Тип 56-1                          | Китай        | Автомат | [ 37 ]        |                  |       |
| АК-74                             | СССР         | Автомат | [ 37 ]        |                  |       |
| АКС-74У                           | СССР         | Автомат | [ 37 ]        |                  |       |
| 9A-91                             | Россия       | Автомат | [ 41 ] [ 42 ] | Только у сил СпН |       |
| Галиль                            | Израиль      | Автомат | [ 43 ] [ 44 ] | Только у сил СпН |       |
| СВД                               | СССР         | Снайперская винтовка                                                                                              | [ 45 ]        |                  |       |
| ВСК-94                            | Россия       | Снайперская винтовка                                                                                              | [ 46 ]        | Только у сил СпН |       |
| Galatz                            | Израиль      | Снайперская винтовка                                                                                              | [ 47 ]        | Только у сил СпН |       |
| ПК                                | СССР         | Единый пулемёт | [ 37 ]        |                  |       |
| РПК                               | СССР         | Ручной пулемёт | [ 48 ]        |                  |       |
| НСВ-12,7 «Утёс»                   | СССР         | Станковый пулемёт                                                                                                 | [ 37 ]        |                  |       |
| СГМ                               | СССР         | Станковый пулемёт                                                                                                 | [ 37 ]        |                  |       |
| ГМ-94                             | Россия       | Ручной гранатомёт                                                                                                 | [ 47 ]        | Только у сил СпН |       |
| РГ-6 «Гном»                       | Россия       | Ручной револьверный гранатомёт                                                                                    | [ 46 ]        | Только у сил СпН |       |

### Военно-воздушные силы и Противовоздушная оборона
Численность 800 человек. Состав: 1 транспортная, 1 вертолётная эскадрилия, 2 полка ПВО, была истребительная эскадрилия. Прежде стоявшие на вооружении боевые самолёты МиГ-21 были сняты с вооружения.
| Тип                | Производство | Назначение                                                                          | Количество           | Примечания                                         |
| Самолёты           | Самолёты     | Самолёты                                                                            | Самолёты             | Самолёты                                           |
| ------------------ | ------------ | ----------------------------------------------------------------------------------- | -------------------- | -------------------------------------------------- |
| Ан-26              | СССР         | военно-транспортный самолёт                                                         | 1                    |                                                    |
| Ан-24              | СССР         | транспортный самолёт                                                                | 2                    |                                                    |
| Су-27              | Россия       | истребитель                                                                         | 4                    |                                                    |
| МиГ-29             | Россия       | истребитель                                                                         | 2                    |                                                    |
| Вертолёты          |              |                                                                                     |                      |                                                    |
| Ми-8               | СССР         | многоцелевой вертолёт                                                               | 11                   |                                                    |
| Ми-171             | Россия       | многоцелевой вертолёт                                                               | 2                    |                                                    |
| Ми-24              | СССР         | транспортно-боевой вертолёт                                                         | 11                   |                                                    |
| Средства ПВО       |              |                                                                                     |                      |                                                    |
| С-125 Печора-2М    | Россия       | ЗРК                                                                                 | 2                    | поставлено 75 ракет 5В27                           |
| ЗСУ-23-4 «Шилка»   | СССР         | 23-мм зенитная самоходная установка                                                 | некоторое количество |                                                    |
| С-60 ЗПУ-4 ЗУ-23-2 | СССР         | 57-мм зенитная пушка 14,5-мм зенитная пулемётная установка 23-мм зенитная установка | 150                  | Некоторые ЗУ-23-2 поставлены на грузовике Unimog-S |
| 61-К               | СССР         | 37-мм автоматическая зенитная пушка                                                 | некоторое количество |                                                    |
| Стрела-1           | СССР         | ЗРК                                                                                 | некоторое количество |                                                    |
| Стрела-2           | СССР         | ПЗРК                                                                                | 250                  | в 1971—1983 годах поставлено 1250 комплексов       |
| Игла               | СССР         | ПЗРК                                                                                | некоторое количество |                                                    |

### Строительные войска
Численность 5000 человек.

## Звания
- Высшие офицеры 
  - Генерал (Генерал)
  - Генерал-лейтенант (Дэслэгч генерал)
  - Генерал-майор (Хошууч генерал)
  - Бригадный генерал (Бригадын генерал)
- Старшие офицеры (Ахлах офицер)
  - Полковник (Хурандаа)
  - Подполковник  (Дэд хурандаа)
  - Майор (Хошууч)
- Младшие офицеры (Дунд офицер)
  - Капитан (Ахмад)
  - Старший лейтенант (Ахлах дэслэгч)
  - Лейтенант (Дэслэгч)
- Прапорщики (Ахлагчийн цол)
  - Главный прапорщик (Тэргүүн ахлагч)
  - Прапорщик-наставник (Сургагч ахлагч)
  - Старший прапорщик (Ахлах ахлагч)
  - Прапорщик (Ахлагч)
  - Младший прапорщик (Дэд ахлагч)
- Рядовые и сержанты
  - Старший сержант (Ахлах түрүүч)
  - Сержант (Түрүүч)
  - Младший сержант (Дэд түрүүч)
  - Старший рядовой (Ахлах байлдагч)
  - Рядовой (Байлдагч)

## Военные учения
С 27 октября по 29 ноября 2008 года на территории Монголии состоялись российско-монгольские тактические учения «Дархан-1».
С 26 июня по 4 июля армии близ Пекина состоялись совместные китайско-монгольские учения «Миротворческая миссия-2009».
С 17 августа по 15 сентября 2009 года под Улан-Батором состоялись российско-монгольские учения «Дархан-2».
С 6 по 15 сентября 2010 года на российском войсковом полигоне Бурдуны (Кяхтинский район, республика Бурятия) состоялись российско-монгольские учения «Дархан-3».
С 5 по 10 сентября 2011 года на под Улан-Батором состоялись антитеррористические российско-монгольские учения Селенга-2011.
С 21 по 29 сентября 2012 года на российском войсковом полигоне Бурдуны состоялись российско-монгольские учения Селенга-2012.
С 9 по 19 сентября 2013 года на монгольском полигоне Дойтын Шар Уул состоялись антитеррористические российско-монгольские учения Селенга-2013.

## Миротворческие операции
С 2002 года Монголия участвует в миротворческой деятельности. За это время в разных операциях приняли участие 3200 монгольских военнослужащих. 1800 из них служили под мандатом ООН, а оставшиеся 1400 — под международным мандатом. В миротворческих операциях погибли 7 военнослужащих Монголии.
В 2003-2008 гг. монгольский военный контингент находился в Ираке (в составе многонациональной дивизии под командованием польских военных). В настоящее время миротворцы из Монголии находятся в шести странах, в том числе в Сьерра-Леоне (с 2006 года, численность контингента около 250 военнослужащих), Западной Сахаре и Южном Судане (с 2012 года).
Вооружённые силы Монголии участвовали в международных военных операциях в Афганистане с 2003 по июль 2021 года, а с 2009 года более 2600 военнослужащих (в составе 13 смен) прошли службу в зоне ответственности Северного командования ISAF в роте охраны в составе военного контингента ФРГ. Последние участвовавшие в операции НАТО «Решительная поддержка» военнослужащие Монголии были выведены из Афганистана летом 2021 года и 6 июля 2021 года вернулись на родину.